# Виркино
Ви́ркино (фин. Virkkilä) — деревня в Гатчинском муниципальном округе Ленинградской области.

## История
Деревня являлась вотчиной императрицы Марии Фёдоровны, из которой в 1806—1807 годах были выставлены ратники Императорского батальона милиции.

ВИРКИ — деревня принадлежит ведомству Красносельской удельной конторы, число жителей по ревизии: 54 м. п., 59 ж. п. (1838 год)

На картах Ф. Ф. Шуберта 1844 года и С. С. Куторги 1852 года упоминается как деревня Виркина.
На этнографической карте Санкт-Петербургской губернии П. И. Кёппена 1849 года она обозначена как деревня «Wirkkilä», расположенная на границе ареалов расселения савакотов и эвремейсов. В пояснительном тексте к этнографической карте она записана как деревня Wirkkilä (Виркина). Там же указано количество населявших её ингерманландских финнов по состоянию на 1848 год: эвремейсов — 62 м. п., 41 ж. п., савакотов — 2 м. п., 2 ж. п., всего 137 человек.

ВИРКИНО — деревня Красносельской удельной конторы, по просёлочной дороге, число дворов — 15, число душ — 66 м. п. (1856 год)

Согласно «Топографической карте частей Санкт-Петербургской и Выборгской губерний» в 1860 году деревня называлась Виркина, стояла на речке Сюйда и состояла из 23 крестьянских дворов. В деревне была кузница.

ВИРКИНО — деревня удельная при речке Суйде, число дворов — 27, число жителей: 61 м. п., 90 ж. п. (1862 год)

Согласно карте 1879 года деревня называлась Виркина и состояла из 29 крестьянских дворов.

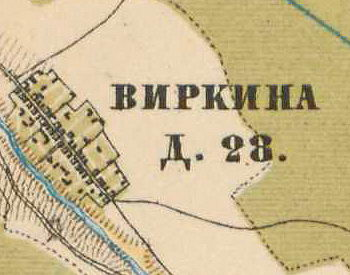
План деревни Виркино. 1885 год

В 1885 году деревня Виркина насчитывала 28 дворов.
В конце XIX — начале XX века деревня административно относилась к Гатчинской волости 2-го стана Царскосельского уезда Санкт-Петербургской губернии. Население деревни было исключительно финским.
К 1913 году количество дворов увеличилось до 34.
С 1917 по 1922 год деревня Виркино входила в состав Вороницкого сельсовета Гатчинской волости Детскосельского уезда.
С 1922 года в составе Ковшовского сельсовета.
С 1923 года в составе Гатчинского уезда.
Согласно данным переписи населения СССР 1926 года в деревне Виркино Ковшовского сельсовета Троцкой волости Троцкого уезда проживали 242 человека, все финны.
В 1928 году население деревни Виркино составляло 245 человек.

План деревни Виркино. 1939 год

С 1939 года в составе Сусанинского сельсовета Слуцкого района. Согласно топографической карте 1939 года деревня насчитывала 61 двор.
Деревня была освобождена от немецко-фашистских оккупантов 27 января 1944 года.
С 1953 года в составе Гатчинского района.
В 1958 году население деревни Виркино составляло 263 человека.
По данным 1966 года деревня Виркино также входила в состав Сусанинского сельсовета.
По данным 1973 года деревня входила в состав Пригородного сельсовета.
По данным 1990 года деревня Виркино вновь входила в состав Сусанинского сельсовета.
В 1997 году в деревне проживали 79 человек, в 2002 году — 67 человек (русские — 85%), в 2007 году — также 67.

## География
Деревня расположена в северо-восточной части района на автодороге 41К-222 (Семрино — Ковшово).
Расстояние до административного центра поселения, посёлка Сусанино — 11 км.
Расстояние до ближайшей железнодорожной платформы Красницы — 4 км.
Деревня находится на левом берегу реки Суйда.

## Демография
| 1862 | 2007 | 2010 | 2017 |
| ---- | ---- | ---- | ---- |
| 151  | ↘67  | ↗87  | ↗94  |

### Национальный состав
Согласно данным Всероссийской переписи населения 2021 года в деревне проживали 116 человек, из них:
 русские — 104, украинцы — 8, другие национальности — 2 человека, остальные национальность не указали.

## Транспорт
От Гатчины до Виркино можно доехать на автобусе № 538.